# DC Universe Online
DC Universe Online è un videogioco MMORPG sviluppato da Dimensional Ink e pubblicato da Warner Bros. Interactive per Windows, PlayStation 4, PlayStation 5, Xbox One, Xbox Series X/S e Nintendo Switch; è disponibile dall'11 gennaio 2011 negli Stati Uniti e dal 14 gennaio 2011 in Europa.

## Sinossi
Una futura battaglia tra Batman, Superman, Wonder Woman, Cyborg, Lanterna Verde, Flash e Freccia Verde contro Lex Luthor, Deathstroke, Black Adam, Harley Quinn, Joker, Circe, Giganta, Poison Ivy e Metallo uccide tutti i supereroi; a causa della loro scomparsa, Brainiac è libero di distrugge il genere umano tramite i suoi Exobytes, dopo che questi piccoli dispositivi hanno rubato tutti i superpoteri di supereroi e supercriminali.
Lex Luthor, unico sopravvissuto, torna nel passato per avvertire Batman, Superman e Wonder Woman del piano di Brainiac; libera quindi degli Exobytes sottratti a Brainiac, che danno agli umani dei superpoteri, in modo che possano salvare la Terra.

## Sviluppo
Sviluppato dagli studi di Austin di Sony Online Entertainment, nel progetto sono stati coinvolti il disegnatore Jim Lee come direttore esecutivo, e alla storia hanno collaborato i noti autori di fumetti Geoff Johns e Marv Wolfman. Altri realizzatori sono Carlos D'Anda, JJ Kirby, Oliver Nome, Eddie Nunez, Livio Ramondelli e Michael Lopez, oltre a Chris Cao e Shawn Lord, già sviluppatori di EverQuest.
Il primo concept art del gioco è stato reso noto il 4 luglio 2008, seguito dieci giorni dopo dal primo trailer, da altri screenshot e da alcune informazioni date dagli sviluppatori come risposta alle questioni proposte dagli stessi giocatori. Altre informazioni sono state rivelate durante il Comic-Con International, insieme ad un Making of del gioco. All'E3 2010 è stato pubblicato il gameplay con la possibilità di visualizzare tutti i poteri disponibili per gli eroi creati. In concomitanza è stato pubblicato anche il nuovo trailer. Per gli Stati Uniti è anche stato presentato il prezzo dell'abbonamento che si aggira intorno ai 14,99$.
Il 9 dicembre 2010 è stato comunicato che gli utenti PlayStation Plus USA potranno provare la beta in anteprima.
Il 21 dicembre sono stati comunicati i prezzi dell'abbonamento che vanno da 12,99€ al mese oppure a un vitalizio solo per PC dal costo di 180€.
Dal 1º novembre 2011 il gioco è diventato free to play.

## Personaggi
Nel gioco sono presenti i seguenti personaggi giocabili.

### Supereroi
- Acciaio
- Aqualad
- Aquaman
- Arisia Rrab
- Artemide di Bana-Mighdall
- Atomo
- Batgirl
- Batman
- Batman (versione futura)
- Batwoman (Katherine "Kate" Kane)
- Beast Boy
- Big Barda
- Black Canary (Dinah Laurel Lance)
- Black Lightning
- Booster Gold
- Brother Warth
- Cacciatrice (Helena Bertinelli)
- Capitan Marvel
- Catwoman
- Commissario James Gordon
- Cyborg
- Damian Wayne
- Donna Troy
- Dottor Fate (Kent Nelson)
- Dottor Occult
- Etrigan il demone
- Fire
- Firestorm
- Flash (Barry Allen)
- Flash (Jay Garrick)
- Flash (Wally West)
- Freccia Verde
- Grace Choi
- Harvey Bullock
- Hawkgirl (Shayera Hol)
- Hawkman (Carter Hall)
- Ippolita
- John Constantine
- Kid Flash (Bart Allen)
- Kilowog
- Krypto
- Lady Blackhawk
- Lightray
- Lady Shiva
- Lanterna Verde (Alan Scott)
- Lanterna Verde (Hal Jordan)
- Lanterna Verde (Guy Gardner)
- Lanterna Verde (Kyle Rayner)
- Lanterna Verde (John Stewart)
- Martian Manhunter
- Mister Miracle
- Mogo
- Nightwing (Dick Grayson)
- Oracolo (Barbara Gordon)
- Orion
- Power Girl
- Question (Renee Montoya)
- Raven
- Red Tornado
- Rip Hunter
- Robin (Tim Drake)
- Santo Viandante
- Skeets
- Spettro
- Starfire
- Static
- Steve Trevor
- Straniero Fantasma
- Superboy (Kon-El)
- Supergirl (Kara Zor-El)
- Superman
- Swamp Thing
- Vixen
- Wildcat (Ted Grant)
- Wonder Girl (Cassie Sandsmark)
- Wonder Woman
- Zatanna
- Zio Sam

### Supercriminali
- Abra Kadabra
- Amon Sur
- Anti-Monitor
- Ares
- Arkillo
- Atrocitus
- Bane
- Bizzarro
- Black Adam
- Black Manta
- Bleez
- Brainiac
- Brother Blood
- Brother Eye
- Bruno Mannheim
- Calculator
- Capitan Boomerang (George "Digger" Harkness)
- Capitan Boomerang (Owen Mercer)
- Capitan Cold
- Cappellaio Matto
- Catwoman
- Brain (DC Comics)
- Chang Tzu (Egg Fu)
- Cheetah
- Chemo
- Circe
- Clayface (Basil Karlo)
- Cyborg Superman
- Darkseid
- Deathstroke
- Doctor Psycho
- Dottor Light (Arthur Light)
- Dottor Sivana
- Doomsday
- Due Facce
- Echo (Nina Damfino)
- Eclipso
- Enigmista
- Etrigan
- Evil Star
- Felix Faust
- Generale Zod
- Gentleman Ghost
- Giganta
- Giocattolaio (Winslow Schott)
- Gizmo
- Gorilla Grodd
- Harley Quinn
- Heat Wave
- Hush
- Jinx
- Joker
- Johnny Quick
- Kalibak
- Killer Croc
- Killer Frost
- Klarion Bleak
- Krona
- Kyle Abbott
- Lady Shiva
- Larfleeze
- Lex Luthor
- Lex Luthor (versione futura)
- Lion-Mane (Ed Dawson)
- Lyssa Drak
- Mago del Tempo
- Major Force
- Mammoth
- Man-Bat
- Mantis
- Merlyn
- Metallo
- Mirror Master (Evan McCulloch)
- Monsieur Mallah
- Mister Freeze
- Mister Mxyzptlk
- Non
- Ocean Master
- Owlman
- Parallax
- Parassita
- Pifferaio
- Pinguino
- Poison Ivy
- Power Ring
- Prankster
- Prometheus
- Psimon
- Queen Bee (Zazzala)
- Query (Diedre Vance)
- Ra's al Ghul
- Ranx la Città Senziente
- Spaventapasseri
- Sinestro
- Solomon Grundy
- Sons of Trigon (Jack, Jacob, James, Jared, Jesse, Julius)
- Superwoman
- T.O. Morrow
- Tala
- Talia al Ghul
- Tattooed Man
- Terra
- Top
- Trickster (James Jesse)
- Trigon
- Ultra-Humanite
- Ultraman
- Ursa
- Vandal Savage
- Vice
- Whisper A'Daire
- Zoom

### Indipendenti
- Amanda Waller
- Ambush Bug
- Aphrodite
- Babbo Natale
- Dabney Donovan
- Dexter Myles
- Fatality
- Jack Ryder
- Jimmy Olsen
- Jonathan Kent
- Jor-El
- Lady Shiva
- Lana Lang
- Linda Park
- Lois Lane
- Lora
- Lucius Fox
- Lara Lor-Van
- Martha Kent
- Mickey Cannon
- Nora Fries
- Pete Ross
- Principe Ulgo
- Regina Mera
- Sarah Charles
- Star Sapphire (Carol Ferris)
- Veronica Cale
- Vicki Vale
- Will Magnus

## DLC
Tra il 2011 e il 2012 sono stati distribuiti cinque DLC:
- "Combatti per la Luce" (che oltre le istanze aggiunge il potere della luce, lanterna verde per i supereroi e lanterna gialla per i supercattivi)[19],
- "Lightning strikes" (che oltre le istanze aggiunge il potere dell'elettricità e l'accesso a Central City),
- "L'Ultima Risata" (che aggiunge molti stili, personaggi Leggenda e regala 85 marchi della leggenda),
- "Battaglia per la Terra" (che oltre le istanze aggiunge il potere della terra) e
- "Hand of Fate" (che oltre le istanze aggiunge il personaggio leggenda Dr. Fate e Felix Faust).

A metà gennaio 2013 sono stati resi pubblici il DLC "Home Turf" (che dà accesso a molte missioni e stili) e "Crisi Originale" (che aggiunge molte istanze).
Il 2 settembre 2013 è stato distribuito l'ottavo DLC: "Figli di Trigon" (che dà accesso alla Landa di Gotham, missioni, stili e ad alcune istanze)
In seguito, sono stati distribuiti altri DLC:
- "Guerra della luce parte I" con annesso istanze, due personaggi leggenda (Atrocitus e Saint Walker) ed il potere della rabbia (lanterna rossa).
- "Furia Amazzone parte I"
- "Halls of power parte I"
- "Guerra della luce parte II"
- "Furia Amazzone parte II" (con il potere celestiale)
- "Halls of power parte II"
- "Zamaron Corrotta & Il paradosso di Bombshell"
- "Cattedrale Dissacrata & Oa sotto attacco"

Da marzo ad aprile 2015 sono stati fatti dei cambiamenti ai contenuti scaricabili: ai DLC non saranno più allegati i nuovi superpoteri, che saranno accessibili comprandoli separatamente o con i nuovi pacchetti.

## Accoglienza
La rivista Play Generation diede alla versione per PlayStation 3 un punteggio di 80/100, apprezzando la riproduzione dell'Universo DC ben riuscita e le meccaniche semplici e divertenti e come contro la poca varietà, il comparto tecnico non eccelso e con qualche bug ed aggiornamenti "monstre", finendo per trovarlo un titolo che i fan dei supereroi avrebbe adorato mentre gli amanti dei GdR avrebbero trovato un'ottima "nave scuola" per chi era totalmente a digiuno di MMORPG. La stessa testata lo classificò come uno dei quattro migliori titoli con i supereroi dei fumetti come protagonisti. Nel corso di pochi mesi dall'uscita il successo fu maggiore del previsto ma siccome non riusciva a trattenere a lungo determinati utenti, Sony Online pubblicò un aggiornamento che arricchì il titolo di nuovi raid, ring per gli eventi PvP, gare e collezionabili, inoltre furono applicate diverse offerte ai prezzi degli abbonamenti al servizio.
Dopo essere divenuto un titolo free to play, nel giro di pochi mesi guadagnò un milione di giocatori, e i suoi introiti, derivanti da oggetti acquistabili a pagamento aumentarono vertiginosamente fino a toccare il 700%.

### Vendite
A pochi giorni dal lancio, SOE annunciò che DC Universe Online fu il suo titolo più venduto di sempre, godendo di un buon successo e portando allo sviluppo di altri due MMORPG, la versione per PlayStation 3 di Free Realms pubblicata sempre nel medesimo anno e The Agency: Covert Ops, quest'ultimo poi rimasto inedito.